# Louis Moyroud
Louis Marius Moyroud est un ingénieur français né à Moirans (Isère) le 16 février 1914, mort à Delray Beach (États-Unis) le 28 juin 2010 à 96 ans, connu pour avoir été l'inventeur, avec René Higonnet, de la Lumitype, première machine de photocomposition commercialisée.

## Biographie
Né à Moirans, dans un milieu modeste, il obtient une bourse pour poursuivre ses études à l'École nationale professionnelle de Voiron (Isère). Il est ensuite admis à l'École nationale des Arts et Métiers de Cluny. En 1936, à vingt-deux ans, il reçoit son diplôme d'ingénieur. Toujours passionné par les langues et la littérature, il a fait des séjours en Angleterre et il y trouve un travail dans le Kent. À la déclaration de guerre, il doit rentrer en France et il s'engage comme sous-lieutenant dans l'artillerie lourde tractée. Démobilisé, il revient dans sa région natale et trouve un emploi près de Saint-Marcellin. Puis il est engagé par René Higonnet, sous-directeur de l'Information et des Brevets de la société LMT. C'est le début d'une longue collaboration et amitié qui les conduit à mettre au point une machine à composer des textes utilisant non plus les caractères en plomb, mais des procédés photographiques, pour produire des textes sur film destinés à l'impression : c'est la Lumitype, développée aux États-Unis après la guerre, première machine de photocomposition.
Louis Moyroud disparaît en 2010 aux États-Unis où il s'était retiré. 

## Distinctions
- Chevalier de la Légion d'honneur (1986)
- National Inventors Hall of Fame avec René Higonnet (1985)